# Erianthecium bulbosum
Erianthecium bulbosum är en gräsart som beskrevs av Parodi. Erianthecium bulbosum ingår i släktet Erianthecium och familjen gräs. Inga underarter finns listade i Catalogue of Life.